# Adapromina
Adapromina (C13H23N) es una sustancia química con actividades antidepresivas y psicoestimulantes.